# Gare des Lacs
La gare des Lacs est une gare ferroviaire française de la ligne de Paris-Montparnasse à Brest, située au lieu-dit Les Lacs sur le territoire de la commune de Saint-Aubin-des-Landes, dans le département d'Ille-et-Vilaine en région Bretagne.
C'est une halte ferroviaire de la Société nationale des chemins de fer français (SNCF) desservie par des trains express régionaux du réseau TER Bretagne, circulant entre Rennes et Vitré ou Laval. À une trentaine de kilomètres à l'est de Rennes, elle permet de relier la gare de Rennes en 30 minutes.

## Situation ferroviaire
Établie à 59 m d'altitude, la gare des Lacs est située au point kilométrique (PK) 345,837 de la ligne de Paris-Montparnasse à Brest, entre les gares de Vitré et Châteaubourg.

## Histoire
À la suite d’un accident de chemin de fer survenu le 13 juillet 1878, la « halte des Lacs » est créée. Ce jour-là, un train déraille et tombe dans un ravin où coule le ruisseau de la Bicheptière, à environ 150 mètres de la gare, côté Rennes. Le déraillement fait six victimes et une trentaine de blessés qui sont transportés dans la maison d'une habitante des lieux, Mme Hue-Beaulieu. Pour la remercier d’avoir mis sa maison à disposition pour soigner les blessés, la Compagnie de l’Ouest lui propose une indemnité qu'elle refuse, préférant la création d’une halte pour les besoins de la carrière d’ardoises qu'elle possédait. Les causes de ce déraillement ne sont pas connues, sans doute un excès de vitesse.

## Fréquentation
De 2015 à 2023, selon les estimations de la SNCF, la fréquentation annuelle de la gare s'élève aux nombres indiqués dans le tableau ci-dessous.
| Année     | 2015   | 2016   | 2017   | 2018   | 2019   | 2020   | 2021   | 2022   | 2023   |
| --------- | ------ | ------ | ------ | ------ | ------ | ------ | ------ | ------ | ------ |
| Voyageurs | 13 065 | 12 276 | 14 078 | 14 661 | 16 383 | 13 488 | 15 451 | 19 437 | 22 496 |

## Service des voyageurs

### Accueil
Halte SNCF, c'est un point d'arrêt non géré (PANG) à entrée libre. Elle dispose d'automates pour l'achat de titres de transport TER et de bornes pour la validation des billets sur les cartes à puce Korrigo.

### Desserte
Les Lacs est desservie par des trains TER Bretagne qui circulent entre les gares de Rennes et Vitré ou Laval. Il y a quotidiennement 11 trains dans le sens de Rennes à Laval et 14 trains dans le sens de Laval à Rennes.